# 学校法人福岡女学院
学校法人福岡女学院（がっこうほうじんふくおかじょがくいん、英語：Fukuoka Jo Gakuin）は福岡県福岡市南区曰佐（おさ）3丁目に本部があるミッション系の学校法人。

## 概要
19世紀、アメリカのプロテスタント教会は海外伝道のため、多くの宣教師を世界各地に送り出した。メソジスト監督派教会女性海外伝道協会は1879年、エリザベス・ラッセルとジェニー・マーガレット・ギールを長崎へ派遣した。目的は女子のためのミッションスクールの設立であった。ギールは長崎でラッセルによる活水学院の創設をサポートした。1884年、福岡にメソジスト教会ができたのを機に福岡にうつり、1885年、英和女学校を創設した。1919年に開校した福岡女学校の前身である。今日では福岡女学院大学・短期大学部、福岡女学院看護大学、福岡女学院中学校・高等学校、福岡女学院幼稚園において、キリスト教精神にもとづいた女子教育を行なっている。

## 教育方針
めざす人間像：イエス・キリストにつながれて、愛をもって神を畏れ 隣人と共に生き、豊かに実を結ぶ人間。
学院聖句：わたしはぶどうの木、あなたがたはその枝である。人がわたしにつながっており、わたしもその人につながっていれば、その人は豊かに実を結ぶ。わたしを離れては、あなたがたは何もできないからである。
（ヨハネによる福音書　15章5節）

## 歴史
- 1879年　ジェニー・ギールがエリザベス・ラッセルとともに来日した。
- 1885年　ジェニー・ギールが因幡町に英和女学校を創設し、初代校長をつとめた。
- 1888年　天神町に校舎を新築した。
- 1912年　福岡英和女学校と改称した。
- 1917年　私立福岡女学校と改称した。
- 1919年　薬院に校舎を新築した。福岡女学校と改称した。
- 1921年　制服（セーラー服）を制定した。
- 1945年　福岡大空襲で校舎の大部分が焼失した。
- 1947年　（新制）中学校が開校した。
- 1948年　（新制）高等学校が開校した。法人名、学校名を福岡女学院と改めた。
- 1955年　曰佐に福岡女学院幼稚園が開園した。
- 1960年　中学校、高等学校が曰佐の新校舎に移転した。
- 1964年　福岡女学院短期大学が開学した。
- 1990年　小郡市に福岡女学院大学が開学した。
- 2002年　福岡女学院大学のキャンパスを曰佐に移転した。
- 2008年　古賀市に福岡女学院看護大学が開学した。

## 設置校
- 福岡女学院大学
- 福岡女学院大学短期大学部
- 福岡女学院看護大学
- 福岡女学院中学校・高等学校
- 福岡女学院幼稚園